# یواس‌اس کلریتاس (اس‌پی-۶۶۵)
یواس‌اس کلریتاس (اس‌پی-۶۶۵) (به انگلیسی: USS Celeritas (SP-665)) یک کشتی بود که طول آن ۶۰ فوت ۶ اینچ (۱۸٫۴۴ متر) بود. این کشتی در سال ۱۹۱۶ ساخته شد.